# Czibaowci
Czibaowci (bułg. Чибаовци) – wieś w Bułgarii, w obwodzie sofijskim, w gminie Kostinbrod. Według danych szacunkowych Ujednoliconego Systemu Ewidencji Ludności oraz Usług Administracyjnych dla Ludności, 15 września 2022 roku miejscowość liczyła 310 mieszkańców.